# ألفريد هوج
ألفريد هوج ولد 1 أغسطس 1865 في ماكرانا،مقاطعة سكسونيا و توفي سنة 16 مايو 1943 في بادن بادن ، كان طبيب نفسي ألماني معروف بكتاباته في علم تحسين النسل والقتل الرحيم .

## حياته
درس في برلين و هايدلبرغ ، في عام 1890 أصبح طبيب نفسي ، انتقل إلى ستراسبورغ 1891 إلى 1902 وكان أستاذ في فرايبورغ كما كان مدير عيادة الطب النفسي هناك ،كان معارض لنضريات التحليل النفسي لسيغموند فرويد ، كما كان له تأثير كبير في تصنيف الأمراض النفسية .
وفقاً لكتاب «الموت و الخلاص» كان متزوجاً من يهودية ، و ترك منصبة في فرايبورغ بعد وصول الاشتراكيين إلى السلطة .